# E45A (Ecuador)
De E45A of Troncal Amazónica Alterna (Alternatieve noord-zuidweg van de Amazone) is een primaire nationale weg in Ecuador. De weg loopt van Nueva Loja naar Cotundo en is 85 kilometer lang.